# Justus Müller Hofstede

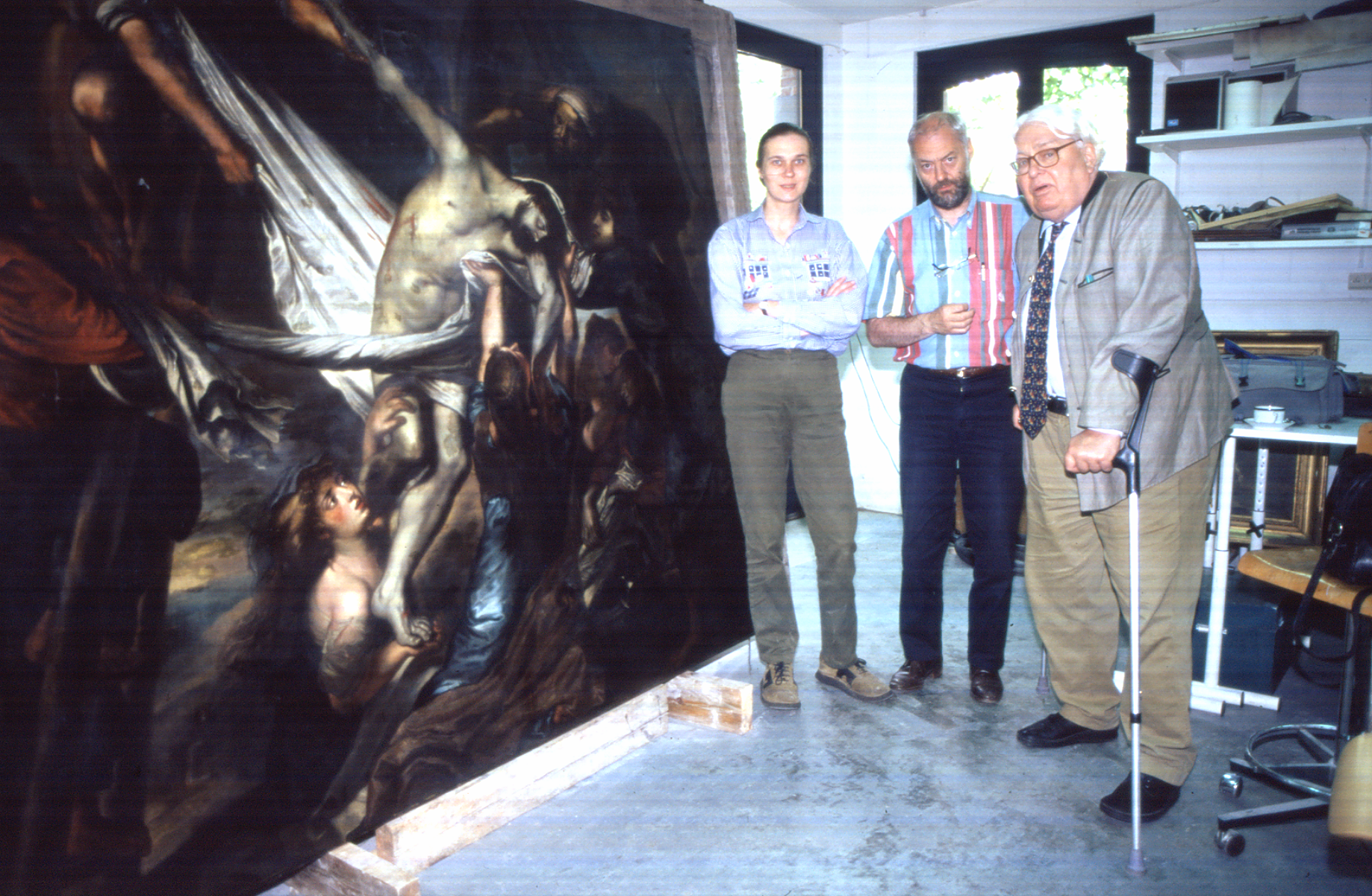
Justus Müller Hofstede (rechts) mit Griet Blankaert und Paul Verbraeken in Ekeren im Jahre 2002

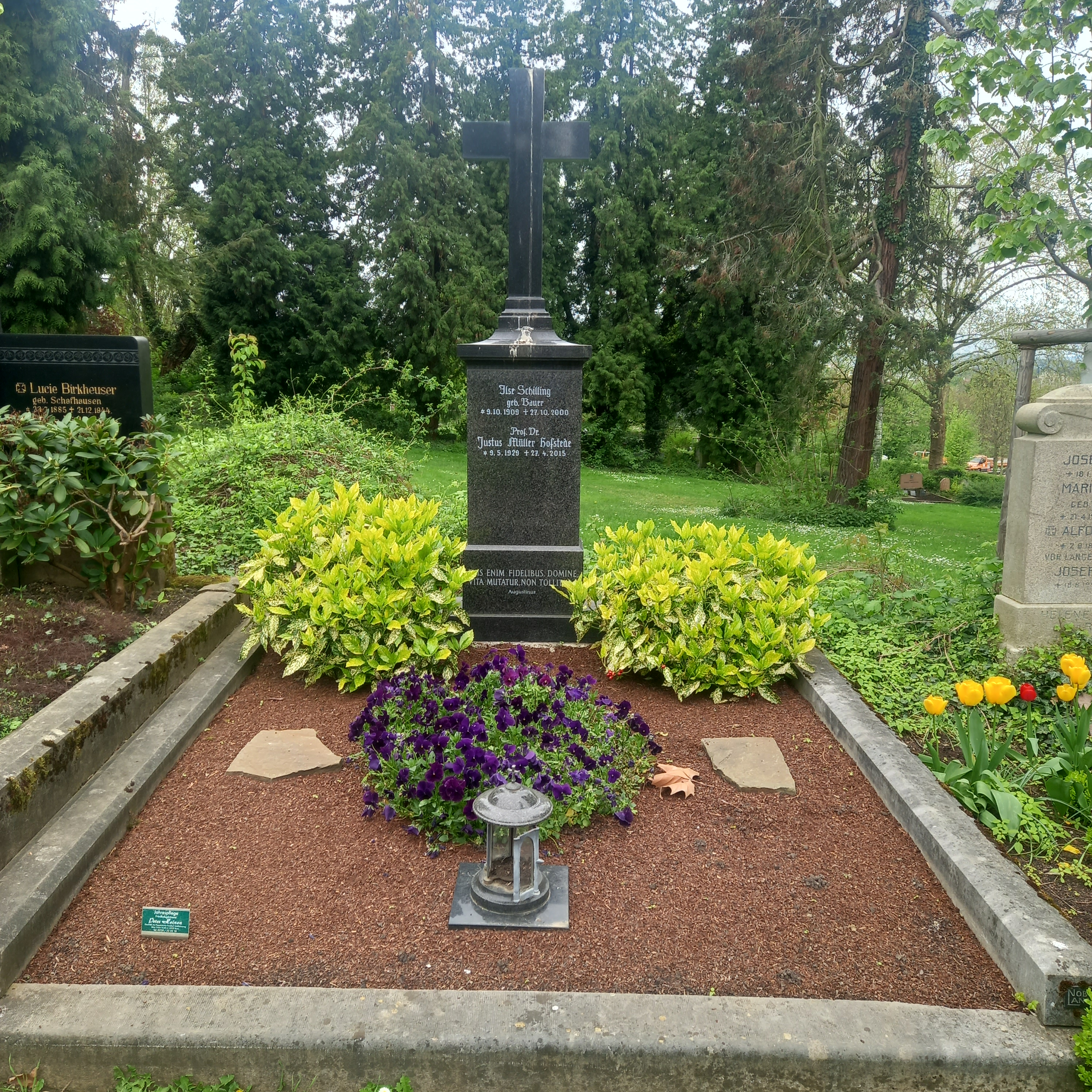
Das Grab von Justus Müller-Hofstede auf dem Poppelsdorfer Friedhof in Bonn

Justus Müller Hofstede (* 9. Mai 1929 in Berlin; † 27. April 2015 in Bonn) war ein deutscher Kunsthistoriker.

## Leben und Wirken
Justus Müller Hofstede war ein Sohn des Kunsthistorikers Cornelius Müller Hofstede (1898–1974), der von 1957 bis 1964 Direktor der Berliner Gemäldegalerie war.
Justus Müller Hofstede wurde 1959 an der Universität Freiburg promoviert. 1967 folgte seine Habilitation an der Universität Bonn mit dem Thema „Rubens in Italien 1600–1608“. Er war Professor am Kunsthistorischen Institut der Universität Bonn und hat Expertisen für Gemälde angefertigt. Von 1996 bis 1998 war er als Hochschullehrer am  Graduiertenkolleg Die Renaissance in Italien und ihre europäische Rezeption beteiligt.
Müller Hofstede war von 1977 bis 2004 Vorsitzender des Bonner Heimat- und Geschichtsvereins und in dieser Funktion Mitbegründer des Bonner StadtMuseums.
1985 erhielt er den Rheinlandtaler, 1990 das Bundesverdienstkreuz am Bande sowie 1995 das Offizierskreuz des Verdienstordens der Italienischen Republik.

## Veröffentlichungen (Auswahl)
- Otto van Veen, der Lehrer des P. P. Rubens, Freiburg i. B. 1959 [Maschinenschr. Dissertation].
- als Hrsg.: Festschrift für Eduard Trier zum sechzigsten Geburtstag, Gebr. Mann Verlag, Berlin 1981, ISBN 3-7861-1269-X.
- als Hrsg. mit H. Vekeman: Wort und Bild in der niederländischen Kunst und Literatur des 16. und 17. Jahrhunderts. Erftstadt 1984.[2]
- als Hrsg.: Florenz in der Frührenaissance. Kunst – Literatur – Epistolographie in der Sphäre des Humanismus, CMZ-Verlag, Rheinbach 2002, ISBN 3-87062-090-0.
- Rubens’ neu entdeckte Kreuzabnahme für Eleonora Gonzaga, Herzogin von Mantua. In: Gerhard Finckh, Nicole Hartje-Grave (Hrsg.): Peter Paul Rubens. Von der Heydt-Museum, Wuppertal 2012, ISBN 978-3-89202-085-1, S. 50–65.